# Frederick T. Woodman
Frederick T. Woodman (né le 2 juin 1871 à Concord (New Hampshire), mort le 25 mars 1949) est un homme politique américain. Il a été le 31e maire de Los Angeles entre 1916 et 1919.